# Lindneromyia gressitti
Lindneromyia gressitti är en tvåvingeart som beskrevs av Chandler 1994. Lindneromyia gressitti ingår i släktet Lindneromyia och familjen svampflugor. Inga underarter finns listade i Catalogue of Life.